# Bezrobocie przymusowe
Bezrobocie przymusowe – jest to niemożliwość znalezienia pracy (bezrobocie) pomimo akceptacji rynkowego poziomu wynagrodzeń za pracę.
Bezrobocie przymusowe jest zatem wielkością bezrobocia występującego ponad poziomem bezrobocia naturalnego. Będzie ono zawierało w sobie bezrobocie strukturalne, sezonowe, technologiczne, a także częściowo bezrobocie ukryte.